# Ivan Gabrijel Perboyre
Sveti Ivan Gabrijel Perboyre (Jean-Gabriel Perboyre), francuski redovnik i katolički svećenik, lazarist, sveučilišni profesor, misionar u Kini i mučenik. Spomendan mu je 11. rujna.

## Rani život
Rođen je na Bogojavljanje 1802., u zaselku Le Puech općine Mongesty na jugozapadu Francuske, u seljačkoj obitelji. Nakon Prisustvujući pučkim misijama u Montaubanu odlučuje se za misionarski poziv. Stupa u družbu lazarista, čijim je članom bio i njegov stric, od kojega je primio prvu redovničku formaciju. Prve zavjete daje na blagdan Nevina dječica 1820., nakon čega odlazi na studije u Pariz. Poput sv. Vinka Paulskog, utemeljitelja lazarista, bogoslovno se nadahnjivao sv. Tomom Akvinskim, a u duhovnom životu sv. Bernardom, sv. Bonaventuri i sv. Terezijom Avilskom. U kapeli matične kuće milosrdnih sestara u Parizu zaređen je 23. rujna 1825. za svećenika. U toj je kapeli služio i svoju mladu misu, nakon koje je imenovan profesorom dogmatike na sjemeništu u Saint-Flouru.

## Misionarstvo
Tijekom profesure, prihvaćena mu je molba za odlazak u misije te se 21. ožujka 1835. ukrcava na brod u luci Le Havre, put Kine. Nakon petomjesečne plovidbe iskrcava se 29. kolovoza u Macau, gdje ostaje neko vrijeme posvećujući se učenju kineskoga jezika. Potom je poslan za misionara u pokrajinu Ho-nan (Hénán), gdje postaje i generalnim vikarom, a 1838. u pokrajinu Hou-Pei (Húběi). Dana 26. rujna 1839., u drugoj godini njegova misijskog službovanja, uhićen je u Tcha-Yuen-Keu i odveden u Kwang-Ytang. Sljedećega je dana prevezen u Kucheng i podvrgnut ispitivanju i mučenju. Zatvoren je u strogi zatvor u Wuhanu, gdje provodi osam mjeseci iščekujući izvršenje smrtne presude. Pogubljenje je izvršeno u podne, 11. rujna 1840., raspećem i davljenjem konopcem. Prvotno pokopan u Kini, dvadeset godina nakon mučeništva zemni ostatci prevezeni su u Francusku i pokopani u matičnoj kući lazarista u Parizu.

## Prikazi
- Kip ispred Sveučilišta Adamson u Manili.
- Kip ispred crkve u Montgestiju.
- Grob u kapeli sv. Vinka Paulskog u Parizu.
- Rezbarija Perboyreova mučeništva.

## Vanjske poveznice
|  | Zajednički poslužitelj ima još gradiva o temi Ivan Gabrijel Perboyre |